# Fever Crumb
Fever Crumb é um romance inglês de fantasia escrito por Philip Reeve, originalmente publicado em 2009, e o primeiro volume da série Fever Crumb Series.

## Personagens principais
- Fever Crumb